# Claude Antoine Hippolyte de Préval
Claude Antoine Hippolyte de Préval, francoski general, * 6. november 1776, † 19. januar 1853.

## Življenjepis
Izhajal je iz vojaške družine; njegov oče je leta 1793 postal general.
Claude je leta 1789 pričel vojaško kariero s činom podporočnika (sous-lieutenant); leta 1794 je postal stotnik in poveljnik artilerijske čete 42. polbrigade; odlikoval se je v več bitkah, nato pa je prestopil k inženircem. Leta 1799 je postal poveljnik bataljona v sestavi Armade Italije (Armée d'Italie); tudi v Italiji se je odlikoval v več bitkah, zakar je bil povišan v generaladjutanta. Istega leta je postal še pomočnik načelnika štaba armade. 
Po bitki za Pułtusk je bil povišan v brigadnega generala. Leta 1809 je postal poveljnik in inšpektor začasnih konjeniških polkov ter državni svetnik; naslednje leto je postal vojaški generalni inšpektor. Na tem položaju se je ukvarjal z organizacijo oboroženih sil. Za zasluge ga je kralj Ludvik XVIII. Francoski 10. maja 1814 povišan v divizijskega generala, imenovan za člana Vojnega sveta Francije in za načelnika žandarmerija.
Leta 1832 je bil imenovan za poveljnika Sveta za pehoto in konjenico; po ukinitvi sveta je zasedel položaj generalnega inšpektorja konjenice v letih 1833, 1836 in 1837. Konec leta 
1837 je bil imenovan za plemiča in imenovan za predsednika vojnega odbora v državnem svetu. 

## Odlikovanja
- viteški križ legije časti
- vitez reda svetega Ludvika
- red železne krone